# Serrat del Pui (Castell de Mur)
El Serrat del Pui, malgrat el seu nom, és una muntanya de 1.031,8 metres d'altitud situat en el terme municipal de Castell de Mur, al límit dels antics municipis de Guàrdia de Tremp i Mur, al Pallars Jussà. És a la part nord-est del terme, prop del límit amb el terme de Tremp (antic municipi de Palau de Noguera).
En alguns mapes és anomenat Serrat del Puit, confonent-lo amb un serrat del terme de Tremp, situat a prop i a ponent d'aquest.